# Kéros
Kéros (en grec moderne : Κέρος) est l'une des plus grandes îles des petites Cyclades (Mikres Kyklades).

## Histoire
Aujourd'hui déserte, l'île, de 15,2 km2,  joua un grand rôle dans la civilisation cycladique. C'est sur Kéros que furent retrouvées les plus célèbres des idoles cycladiques et surtout le joueur de flûte et le harpiste maintenant à Athènes.